# Nguyễn Văn Y (đại tá)
Nguyễn Văn Y (6 tháng 3 năm 1922 – 5 tháng 2 năm 2012), tên thánh Jean Paptiste, cựu Đại tá Quân lực Việt Nam Cộng hòa và là người chỉ huy cơ quan tình báo đầu tiên của Việt Nam Cộng hòa.

## Tiểu sử

### Quốc gia Việt Nam
Nguyễn Văn Y sinh ngày 6 tháng 3 năm 1922 tại Tây Ninh, Nam Kỳ, Liên bang Đông Dương. Hồi nhỏ, ông sống với song thân tại quận Trảng Bàng, Tây Ninh cho đến năm 24 tuổi thì tình nguyện nhập ngũ và năm 28 tuổi ghi danh dự thi để gia nhập Trường Võ bị Liên quân Đà Lạt, lúc trường mới được chính phủ Quốc gia Việt Nam thành lập tại Đà Lạt vào tháng 11 năm 1950. Tốt nghiệp Khóa 3 Võ bị Đà Lạt với cấp bậc Thiếu úy, ông được đưa về làm Đại đội trưởng thuộc Tiểu đoàn 19 kể từ tháng 7 năm 1951. Hai năm sau đó ông lần lượt được thăng cấp Trung úy, Đại úy, phục vụ tại Mỹ Tho rồi thuyên chuyển về Tiểu đoàn 62.

### Việt Nam Cộng hòa
Năm 1954, ông được thăng cấp Thiếu tá, theo học lớp huấn luyện Trung đoàn trưởng rồi đưa về làm Chỉ huy trưởng Tiểu khu Chợ Lớn, sau đó được thăng cấp Trung tá và bổ nhiệm làm Tỉnh trưởng Chợ Lớn. Năm 1957, ông đảm nhiệm chức vụ Chỉ huy trưởng Đệ Nhất Quân khu, đến năm 1959 thì được thăng cấp Đại tá hiện dịch thực thụ đồng thời giữ chức vụ Tư lệnh Quân khu Thủ đô. Năm kế tiếp, ông được bổ nhiệm làm Tổng Giám đốc các Trung tâm Cải huấn toàn quốc.
Năm 1961, Bộ Tư lệnh Quân khu Thủ đô chấp thuận cho ông giải ngũ vì Tổng thống Ngô Đình Diệm thành lập Phủ Đặc ủy Trung ương Tình báo và ký sắc lệnh bổ nhiệm ông lên làm Tổng Giám đốc Cảnh sát Công an kiêm Đặc ủy trưởng Trung ương Tình báo, một chức vụ ngang hàng Thứ trưởng. Với vai trò chỉ huy cơ quan tình báo đầu tiên của Việt Nam Cộng hòa, ông được cử sang Singapore, Tokyo (Nhật Bản) rồi sang Mỹ để nghiên cứu về ngành tình báo tại Cơ quan Tình báo Trung ương Hoa Kỳ (CIA) ở Langley, Virginia vào năm 1961, và đến năm 1962 sang Kuala Lumpur (Mã Lai) để thực hiện chuyến viếng thăm thân hữu đồng thời quan sát tổ chức các cơ quan cảnh sát tình báo tại quốc gia đồng minh vùng Đông Nam Á. Ông giữ các chức vụ nêu trên cho đến những ngày cuối của Đệ Nhất Cộng hòa.
Dưới thời Đệ Nhị Cộng hòa, ông sống đời dân thường và xa lánh hoạt động chính trị vì không cùng chung quan điểm với giới lãnh đạo đương nhiệm. Tuy vậy, ông vẫn sẵn sàng đóng góp ý kiến tích cực, tham gia hướng dẫn trong mọi kế hoạch, công tác có ích lợi cho tổ quốc và nhân dân.

### Lưu vong sang Mỹ
Sau biến cố 30 tháng 4 năm 1975, ông cùng vợ con di tản bằng đường biển, sau đó qua Mỹ và định cư tại tiểu bang Virginia.
Ông qua đời ngày 5 tháng 2 năm 2012 tại Arlington, Virginia, Hoa Kỳ, hưởng thọ 90 tuổi. Vợ ông qua đời từ trước vào năm 1996, hưởng thọ 72 tuổi.

## Đời tư
Ông và vợ có tới 9 người con ruột, trong đó có nữ ca nhạc sĩ Việt kiều Nguyễn Thị Nguyệt Ánh. Ngoài ra ông còn nhận nhiều người làm nghĩa tử, có nam ca nhạc sĩ kiêm MC của Trung tâm Asia là Việt Dzũng, ký giả Huỳnh Lương Thiện chủ nhiệm báo Mõ San Francisco Oakland, và nghĩa nữ là cô Nguyễn Thị Ngọc Nhung đang làm Giám đốc Đài Truyền hình Việt Nam tại Honolulu, Hawaii.

## Nhận định
Ngoài đức độ và sự liêm khiết khi đảm nhận các vai trò quan trọng trong quân đội và chính quyền Việt Nam Cộng hòa, cựu Đại tá Nguyễn Văn Y còn được rất nhiều người ca ngợi về một khả năng đặc biệt là luận đoán Tử Vi Đẩu Số, một lãnh vực mà ông đã chuyên tâm nghiên cứu từ thiếu thời và đúc kết hàng chục năm kinh nghiệm để đưa ra những kết quả phân tích chính xác. Ông đã lấy lá số và giải đoán Tử Vi cho hàng ngàn người trong tinh thần bất vụ lợi, không ngoài mục đích giúp họ chọn hướng đi đúng cho cuộc đời, giảm thiểu tai họa khi vào vận xấu, gia tăng thành công khi gặp vận tốt, và nhất là hiểu rõ được nguyên lý "đức năng thắng số".